# Tetraopes tetrophthalmus
Tetraopes tetrophthalmus (escarabajo rojo del algodoncillo) es una especie de coleóptero crisomeloideo de la familia Cerambycidae. 

## Etimología
El nombre del género y la especie, ambos derivan del griego y significan "cuatro ojos". 

## Descripción
Como en muchos escarabajos de cuernos largos, las antenas están situadas muy cerca de los ojos, en el escarabajo rojo del algodoncillo, esta adaptación se ha llevado al extremo: la base antenal realmente corta el ojo. (Véase la Figura 1.)

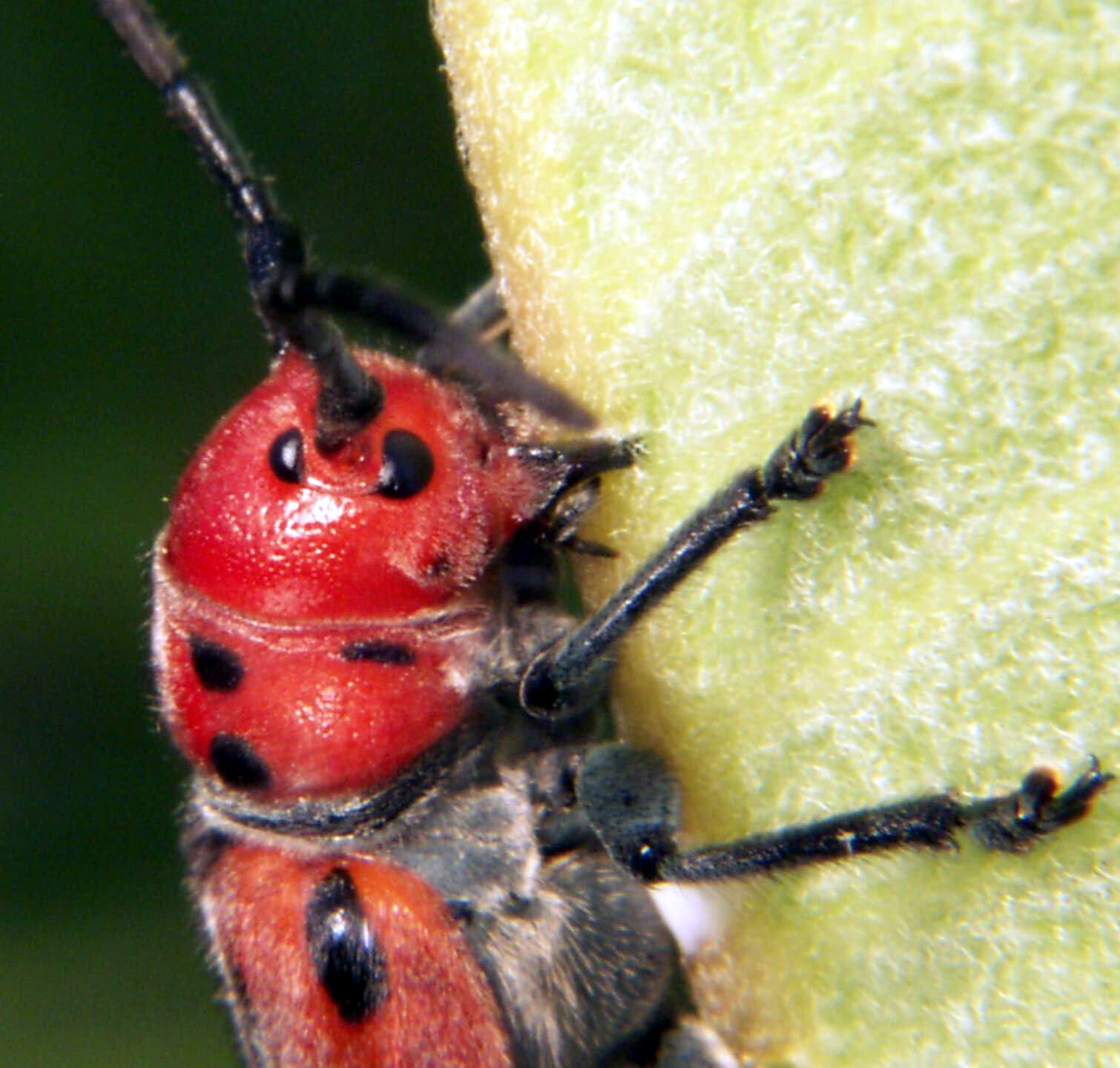
Figura 1. Antena cortando el ojo

El escarabajo del algodoncillo, un herbívoro, lleva este nombre porque se alimenta específicamente de plantas del género Asclepias. Se cree que el escarabajo (tanto el adulto como la larva) obtienen protección contra los depredadores mediante la incorporación de las toxinas de la planta en sus cuerpos, convirtiéndose así en presas de mal gusto, como hacen la mariposa monarca y sus larvas. El color rojo y el negro son aposemáticos, anunciando la no comestibilidad de los escarabajos. Hay muchas especies de insectos que utilizan las toxinas contenidas en la planta como defensa química.